# Zwiebelnkrieg
Der Zwiebelnkrieg von 1513 war ein Konflikt zwischen den Städten Luzern und Zug sowie dem Dorf Littau in der Schweiz.
Der Krieg hat seinen Namen von einer Auseinandersetzung durch eine Lieferung von Zwiebeln, die zu einem grösseren Streit eskalierte.

## Geschichte

### Hintergrund
Im frühen 16. Jahrhundert war die Region um Luzern ein bedeutendes Zentrum für Handel und Landwirtschaft. Die Stadt Luzern, als Teil der Alten Eidgenossenschaft, hatte enge wirtschaftliche Beziehungen zu den umliegenden Dörfern und Städten. Littau, ein Dorf in der Nähe von Luzern, war bekannt für seine landwirtschaftlichen Produkte, insbesondere Zwiebeln, die eine wichtige Handelsware darstellten.
Die Handelsbeziehungen zwischen den städtischen Zentren und den ländlichen Gebieten waren oft von Spannungen geprägt. Städtische Märkte verlangten häufig Abgaben und Zölle von den Bauern, was zu Unmut und Konflikten führen konnte. Im Falle von Littau und Luzern war die Situation besonders angespannt, da Littau seine Unabhängigkeit und Handelsrechte gegenüber der Stadt Luzern behaupten wollte.

### Auslöser des Konflikts
Der unmittelbare Auslöser des Zwiebelnkriegs war die Beschlagnahmung einer Zwiebelnlieferung aus Littau durch die Behörden von Luzern. Diese Lieferung war für den Markt in Luzern bestimmt und die Bauern von Littau waren auf den Verkaufserlös angewiesen, um ihre Lebensgrundlage zu sichern. Die genauen Gründe für die Beschlagnahmung sind nicht eindeutig geklärt, jedoch gibt es verschiedene Erklärungen:
1. Unbezahlte Zölle: Eine Theorie besagt, dass die Littauer Bauern die fälligen Zölle und Abgaben nicht bezahlt hatten, was zur Beschlagnahmung führte.
2. Missverständnis über Handelsvereinbarungen: Eine andere Theorie ist, dass es ein Missverständnis über bestehende Handelsvereinbarungen gab, was die Beschlagnahme auslöste.
3. Politische Spannungen: Es wird auch vermutet, dass die Beschlagnahmung Ausdruck der politischen Spannungen zwischen Littau und Luzern war, da Littau seine Unabhängigkeit gegenüber der Dominanz Luzerns verteidigen wollte.

## Eskalation
Die Beschlagnahmung der Zwiebeln führte zu erheblichem Unmut und Protesten seitens der Littauer Bauern. Diese fühlten sich ungerecht behandelt und forderten die Rückgabe ihrer Waren sowie eine Entschädigung. Die Behörden von Luzern zeigten jedoch wenig Bereitschaft, den Forderungen nachzugeben, was die Spannungen weiter verschärfte.

### Unterstützung durch Zug
Die Stadt Zug, die ebenfalls wirtschaftliche und politische Interessen in der Region hatte, beschloss, Littau zu unterstützen. Zug sah in der Auseinandersetzung eine Gelegenheit, die eigene Position gegenüber Luzern zu stärken und möglicherweise Handelsvorteile zu erzielen. Die Unterstützung durch Zug gab den Littauer Bauern zusätzlichen Rückhalt und ermutigte sie, ihren Protest fortzusetzen.

### Bewaffnete Auseinandersetzungen
Die Situation eskalierte schnell zu bewaffneten Auseinandersetzungen. Kleine Scharmützel und Überfälle waren an der Tagesordnung. Die Littauer Bauern, unterstützt von Zugs Truppen, griffen Transporte und Einrichtungen von Luzern an, während Luzern versuchte, die Aufstände niederzuschlagen und seine Kontrolle über die Region zu behaupten.

### Versuche der Friedensverhandlungen
Es gab mehrere Versuche, durch Verhandlungen eine friedliche Lösung zu finden. Vermittler aus anderen eidgenössischen Orten wurden eingeschaltet, um zwischen den Konfliktparteien zu vermitteln. Diese Bemühungen scheiterten jedoch zunächst an den starren Positionen beider Seiten und dem tiefen Misstrauen, das zwischen Littau und Luzern herrschte.

## Beendigung des Konflikts
Der Krieg endete schliesslich durch die Intervention anderer eidgenössischer Orte, die ein Interesse an der Stabilität und dem Frieden in der Region hatten. Ein Friedensvertrag wurde ausgehandelt, der die Handelsbeziehungen neu regelte und Entschädigungen für die konfiszierten Waren vorsah. Diese Einigung legte die Grundlage für zukünftige Kooperation und verhinderte ähnliche Konflikte in der Zukunft.

## Folgen
Der Zwiebelnkrieg hatte weitreichende Auswirkungen auf die Region. Die Handelsbeziehungen zwischen Luzern, Zug und Littau wurden neu strukturiert, und es wurden Maßnahmen ergriffen, um ähnliche Konflikte in der Zukunft zu verhindern. Der Krieg zeigte auch die Bedeutung lokaler Handelskonflikte und ihre Fähigkeit, grössere politische Spannungen zu verursachen.

## Historische Bedeutung
Der Zwiebelnkrieg von 1513 ist ein Beispiel für die komplexen Handelsbeziehungen und politischen Strukturen der Schweiz im frühen 16. Jahrhundert. Er verdeutlicht, wie wirtschaftliche Streitigkeiten zu bewaffneten Konflikten führen konnten und welche Rolle lokale Gemeinschaften in diesen Auseinandersetzungen spielten. Heute erinnert der Zwiebelnkrieg daran, wie wichtig Kommunikation und faire Handelspraktiken für den Erhalt des Friedens sind.